# Cris Miró
Cris Miró (Belgrano, 16 de setembro de 1965 – Flores, 1º de junho de 1999) foi uma atriz, bailarina, vedete e personalidade midiática argentina que teve uma breve porém influente carreira como vedete de primeiro nível na cena do teatro de revista de Buenos Aires de meados ao final da década de 1990. Miró começou sua carreira como atriz no princípio da década de 1990 em diversas obras de teatro marginal e rapidamente conquistou a fama de vedete no Teatro Maipo em 1995.
Durante anos ocultou da imprensa sua condição de soropositiva com HIV até sua morte em 1º de junho de 1999, devido a um linfoma relacionado com a Aids.
Como a primeira celebridade travesti na Argentina, causou sensação nos meios de comunicação e abriu caminho para a visibilidade da comunidade transgênero na sociedade local. No entanto, sua figura foi inicialmente questionada por alguns membros do crescente movimento de ativismo travesti, que se ressentia do trato desigual que recebia em comparação à maioria das pessoas trans. Hoje em dia, é considerada um símbolo da década de 1990 na Argentina.

## Biografia

### Infância e juventude
Cris Miró nasceu em 16 de setembro de 1965, no bairro de Belgrano, localizado na cidade de Buenos Aires, Argentina. Seus pais eram Esteban Virgues e Hilda de Virgues, e tinha um irmão mais velho chamado Esteban. Desde pequena, Miró apresentava traços de feminilidade. 

### Carreira no teatro
No final da década de 1980, Miró conheceu a diretora de teatro, Jorgelina Belardo, do Bunker, um popular clube gay em Buenos Aires. Ela pediu que Miró se juntasse ao grupo de produção teatral que Belardo tinha com Juanito Belmonte. Belardo virou amiga íntima e diretora artística de Miró, enquanto Belmonte trabalhava como seu assessor de imprensa. Trabalhando com eles, Miró fez seu debut no teatro alternativo com as obras Fragmentos del infierno — baseada no texto de Antonin Artaud  — e Orgasmo apocalíptico, que se centrava em temas de sexualidade de maneira mais explícita. Antes de sua carreira como vedete, Miró apareceu nos filmes Dios los cría (1991) de Fernando Ayala e La peste (1992) de Luis Puenzo, baseado no livro de mesmo nome de Albert Camus.
Em 1994, Miró participou de uma audição no Teatro Maipo, um dos lugares mais importantes da cena do teatro de revista de Buenos Aires, que era um gênero muito popular nessa época. Se apresentou apenas uma vez, realizando um strip-tease com uma música da Madonna. O produtor Lino Patalano imediatamente a elegeu como vedete para seu espectáculo Viva la revista en el Maipo, que estreou em 1995 e rapidamente converteu Miró em uma celebridade. Miró apareceu no famoso programa de televisão de Mirtha Legrand, no qual os convidados almoçam com ela e são entrevistados. Essa transmissão é agora mal vista pelas perguntas incômodas que Legrand fez a Miró, como seu nome morto ou se "a incomoda que as pessoas saibam que na verdade é um homem". Perguntas como estas eram comuns para os convidados transgênero na televisão, mas são avaliadas negativamente em retrospectiva.

### Morte
Em 20 de maio de 1999, Miró foi hospitalizada na clínica Santa Isabel no bairro Flores em Buenos Aires, onde faleceu no dia 1 de junho do mesmo ano. Depois de sua morte, o assistente pessoal de Miró, Jorge García, e sua amiga, Sandra Sily, informaram que ela morreu devido a uma infecção pulmonar. Mais tarde no mesmo dia, o assessor de Miró, Juanito Belmonte, confirmou que a causa de sua morte foi cancer linfático.

## Impacto e legado
Após ganhar popularidade como vedete, Miró se converteu em uma sensação mediática nacional pela transgressão de gênero de sua imagem, e é considerada um símbolo da era pós-moderna na Argentina. Como a primeira travesti argentina a se converter em uma celebridade nacional, tem sido considerada o primeiro "ícone trans do país". A presença de Miró significou uma mudança no mundo do espetáculo argentino da época e popularizou os atos travestis e cross-dressing na cena teatral de revista de Buenos Aires. Como tal, ela é considera um símbolo da sociedade argentina dos anos 1990 e um ícone da década. Abriu o caminho para que outras travestis e mulheres trans argentinas ganhassem popularidade como vedetes, sobretudo Flor do V, quem a descreveu em 2021 como a "primeira pessoa trans que o público reconheceu como artista" e uma "estrela fugaz que durou pouco tempo na terra [mas] seguirá iluminando o caminho para sempre".